# Douglas Waterhouse
Douglas Frew Waterhouse, auch Doug Waterhouse (* 1. Juni 1916 in Sydney; † 3. Dezember 2000), war ein australischer Entomologe.

## Leben
Waterhouse, dessen Mutter und Vater Eben Gowrie Waterhouse beide Sprachlehrer waren (sein Vater war auch Universitätsprofessor in Sydney und später Kamelienzüchter und -forscher), interessierte sich schon als Jugendlicher für Insekten und sammelte Käfer. Sein Onkel Gustavus Athol Waterhouse, von Beruf Chemieingenieur, war ein bekannter Schmetterlingsforscher. Er studierte an der University of Sydney (Master-Abschluss 1938). Ab 1938 forschte er für die australische Forschungsorganisation CSIRO (damals CSIR) und blieb dort bis zu seinem Ruhestand 1981.
Nach dem Zweiten Weltkrieg war er zu einem Forschungsaufenthalt bei Vincent Wigglesworth in Cambridge, der als Vater der Insektenphysiologie galt. Er erhielt zwar keinen Ph.D., den man damals in Australien nicht bekommen konnte, 1952 aber einen D.Sc. in Sydney. Ab 1954 war er stellvertretender Direktor der Entomologie-Abteilung beim CSIRO und ab 1960 Direktor.
Ihm gelangen gleich am Beginn seiner Tätigkeit bei der CSIRO wesentliche Fortschritte bei der Bekämpfung der australischen Schaf-Schmeißfliege Lucilia curpina, die dort große Schäden in Schafbeständen anrichtet. Es gelang, ein Gift gegen die Larven zu entwickeln, das seine Wirksamkeit im sauren Milieu des Darms der Larven entfaltete und auf Borax oder Borsäure basierte. Zusammen mit einem Kontaktgift war es die Basis einer effektiven Wundtherapie für die Schafe, die die Maden tötete (BKB). Im Zweiten Weltkrieg war er intensiv mit der Bekämpfung von Malaria unter australischen Truppen in Neuguinea befasst. Er testete dort erfolgreich das Repellent Dimethylphthalat gegen Mücken, nach einem Hinweis der Standard Oil Corporation aus ihren Erfahrungen in Südamerika.
Er befasste sich in den 1950er Jahren auch mit der Wolle schädlichen Insekten (Motten, Käfer) und möglichen Insektiziden gegen diese. Ein Angriffspunkt war die Erkenntnis, dass sie das Keratin der Wolle im Darm unter stark alkalischen Bedingungen zerlegen, indem sie die Schwefel-Schwefel-Bindung zwischen dem Hauptaminosäurebestandteil Cystein aufbrechen. Sie fanden auch, dass die Insekten effektive Methoden gegen anorganische Gifte entwickelt hatten. Schließlich wurde die Forschung in den Hintergrund gedrängt, als die organische Chlorverbindung Dieldrin als Insektizid gegen die Wollschädlinge aufkam. Außerdem erforschte er Becherzellen im Darm von Insekten, die dort als Depot für Komplexverbindungen für die Insekten giftiger Stoffe dienten.
Als er selbst Leiter der Entomologieabteilung des CSIRO wurde, konnte er seinen Plan verwirklichen, eine Neuauflage des Standardwerks über australische Insekten von Robin John Tillyard zu bearbeiten. Im Gegensatz zur ersten Auflage von 1926 (Tillyard: Insects of Australia and New Zealand) arbeiteten nun rund 30 Wissenschaftler daran unter dem Herausgeber Ian Mackerras. Waterhouse sorgte auch dafür, dass sich das CSIRO mit einer Erweiterung der Bestandsaufnahme australischer Insekten befasste, von denen nur ein kleiner Teil bekannt war, als Teil der biologischen Gesamtbestandsaufnahme Australien.
Außerdem befasste er sich mit biologischer Bekämpfung von Schadinsekten. Eine besondere Plage, die australische Buschfliege, verbreitete sich vor allem durch den Dung von Rindern, die 1778 eingeführt wurden und für deren Dung keine natürlichen Ressourcen vorhanden waren, die Dunghaufen effektiv und schnell abzubauen. Diese machten die Weiden außerdem teilweise unbrauchbar für die Grasung von Rindern, da die Gräser in der Umgebung der Dunghaufen zu stickstoffreich für die Rinder waren. Um dem zu begegnen, wurden unter seiner Leitung ein breites Spektrum von Arten von Mistkäfern aus Afrika eingeführt. Es gelang unter seiner Leitung auch, einen Repellent für die Buschfliege zu entwickeln.
Er war CMG, auswärtiges Mitglied der Royal Society, wurde 1954 Fellow der Australian Academy of Sciences und war 1961 bis 1966 Sekretär von deren Abteilung Biologie, wurde 1983 auswärtiges Mitglied der National Academy of Sciences und war Officer des Order of Australia. 1972 erhielt er die Mueller Medal der Australian and New Zealand Association for the Advancement of Science.
1969 bis 1972 war er Präsident der Australian Entomological Society.